# Gmina Sierakowice
Die Gmina Sierakowice [ɕɛrakɔˈvit͡sɛ] (kaschubisch Gmina Serakòjce) ist eine zweisprachige Landgemeinde im Powiat Kartuski der Woiwodschaft Pommern in Polen. Ihr Sitz befindet sich im gleichnamigen Dorf (deutsch Sierakowitz) mit etwa 7400 Einwohnern.

## Geographie
Die Gemeinde liegt in der Kaschubei im ehemaligen Westpreußen, etwa fünfzig Kilometer westlich von Danzig.

## Geschichte
Sierakowitz war bis 1920 ein Ort im Kreis Karthaus im Regierungsbezirk Danzig der Provinz Westpreußen des Deutschen Reichs. Nach dem Ersten Weltkrieg wurde das Gebiet zur Einrichtung des Polnischen Korridors an Polen abgetreten.

## Gliederung
Zur Landgemeinde Sierakowice gehören 23 Orte (deutsche Namen bis 1920 und 1939–1945) mit einem Schulzenamt:
- Bącka Huta (Bontscherhütte)
- Borowy Las (Borrek Abbau/Borrowilass, 1942–1945: Borwald)
- Bukowo (Bukowo)
- Długi Kierz
- Gowidlino (Gowidlino, 1942–1945: Göbeln)
- Kamienica Królewska (Kaminitza, 1942–1945: Kamstein)
- Karczewko (Karzewko)
- Kowale (Kowall)
- Leszczynki (Nußdorf)
- Łyśniewo Sierakowickie (Lißniewo, 1943–1945: Lischnau)
- Mojusz (Moisz, 1942–1945: Mooswalde)
- Mrozy
- Nowa Ameryka
- Paczewo (Patschewo)
- Pałubice (Pallubitz)
- Puzdrowo (Pusdrowo)
- Sierakowice (Sierakowitz, 1942: Rockwitz, 1942–1945: Sierke)
- Sierakowska Huta (Sierakowitzerhütte, 1942–1945: Sierkenhöhe)
- Smolniki
- Stara Huta (Starrahutta)
- Szklana (Sklana, 1942–1945. Glasfelde)
- Tuchlino (Tuchlin)
- Załakowo (Sallakowo, 1942–1945: Salkau)

Weitere Ortschaften der Gemeinde sind:
- Ameryka
- Bór
- Ciechomie (Czechomie, 1942–1945: Zechen)
- Dolina Jadwigi
- Dąbrowa Puzdrowska
- Gowidlinko
- Gowidlino-Wybudowanie
- Jagodowo
- Janowo (Johannisthal)
- Jelonko (Jelonke, 1942–1945: Hirschlanke)
- Kamienicka Huta
- Kamienicki Młyn
- Kamionka Gowidlińska
- Karwacja (Karwacia)
- Karłowo
- Kokwino (Kockwein)
- Koryto
- Kujaty
- Kukówka
- Lemany (Lehmanni, 1942–1945 Lehmannsdorf)
- Lisie Jamy (Lindendorf)
- Łączki
- Migi (Muggen)
- Moczydło
- Mojuszewska Huta
- Nowalczysko (Nowalczysko, 1942–1945: Neuenhagen)
- Olszewko
- Patoki
- Piekiełko
- Poljańska
- Poręby
- Przylesie
- Puzdrowski Młyn
- Rębienica (Rembinitza)
- Sierakowice-Wybudowanie
- Skrzeszewo
- Sosnowa Góra
- Srocze Góry
- Stara Maszyna
- Szopa
- Szramnica
- Tuchlinek
- Welk
- Wygoda Sierakowska
- Zarębisko

## Verkehr
Die Landgemeinde Sierakowice liegt verkehrsgünstig an der Kreuzung der Woiwodschaftsstraßen DW 211 und DW 214. Am 23. Juni 2000 erfolgte die Schließung der Bahnstrecke zwischen Kartuzy (Karthaus) und Lębork (Lauenburg (Pommern)).